# Isthmian Football League
La Isthmian Football League fue una de las primeras, o la primera liga de fútbol organizada en Panamá, se fundó en 1921. Con esta liga se dieron los primeros pasos para crear la Federación Panameña de Fútbol, y afiliarse a la FIFA en 1937.

## Historia
En los años de 1906, los primeros colegios secundarios como el Panama College (hoy Instituto Panamericano), se establecieron como los pioneros en la inclusión del fútbol en sus programas y como equipos, luego la idea de una liga nacional, se origina entre la comunidad afroantillana hacia 1918, luego de una serie de partidos entre los equipos Standard Oval (siendo el primer campeón) y American Cable, mientras que por otro lado profesionales europeos, especialmente de nacionalidad alemana, religiosos y profesionales de origen sudamericano y centroamericano buscaron sentar las bases de un torneo local, pero no fue hasta 1921, que los antillanos fundan la Isthmian Football League, esta liga funcionó por tres temporadas. Y luego pasó a ser lo que fue la Liga Nacional de Football.